# Обсерваторія Маунт-Вілсон
34°13′21.2873″ пн. ш. 118°03′42.0624″ зх. д. / 34.222579806° пн. ш. 118.061684000° зх. д.

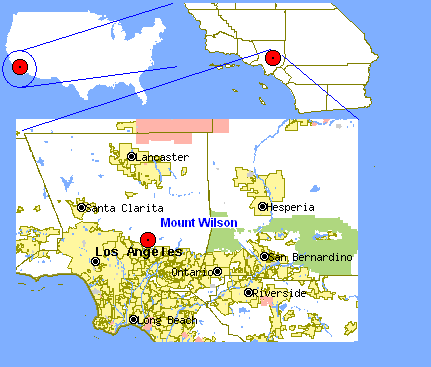
Місцеположення обсерваторії

Ма́унт-Ві́лсон (англ. Mount Wilson Observatory (MWO), код обсерваторії «672») — астрономічна обсерваторія на горі Вільсон (висота 1742 метри), на північний захід від Лос-Анджелеса, Каліфорнія.
Повітря на горі Вільсон спокійніше, ніж в інших частинах Північної Америки, що робить її ідеальним місцем для астрономічних спостережень, зокрема для інтерферометрії. Розростання Великого Лос-Анджелеса істотно обмежило можливості лабораторії щодо дослідження глибокого космосу, проте вона, як і раніше, залишається продуктивним місце для наукових досліджень.

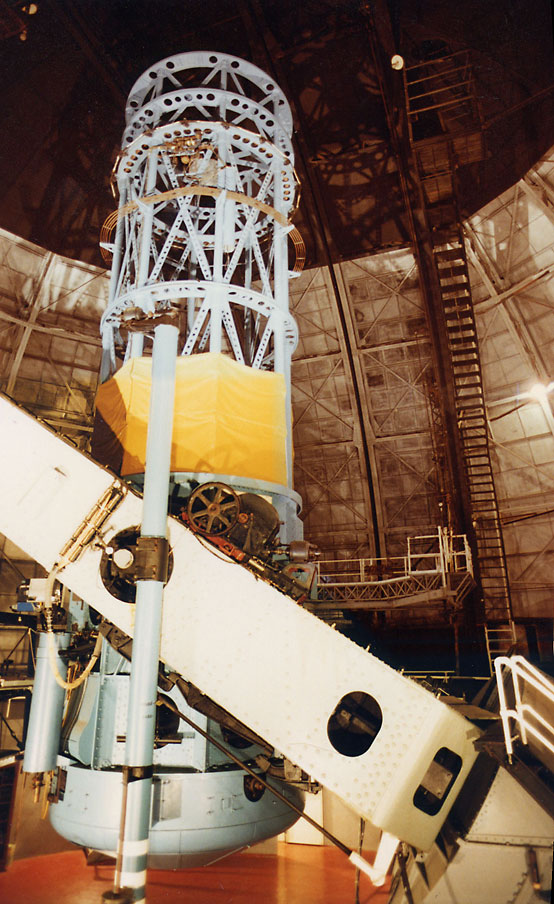
100-дюймовий телескоп обсерваторії

Обсерваторія була офіційно відкрита 8 грудня 1908. Першим директором обсерваторії став Джордж Еллері Хейл. Наразі в лабораторії працюють два телескопа-рефлектора (60-дюймовий і 100-дюймовий), три сонячні телескопи, а також низка інтерферометричних пристроїв.

## 100-дюймовий телескоп Гукера
Вирішальну роль у фінансуванні будівництва 100-дюймового телескопа зіграв Джон Гукер. Для виготовлення дзеркала була обрана фабрика Сант-Гобао. У 1906 було почато виготовлення дзеркала, а закінчилося лише до 1908 року. На етапі виготовлення телескопа виникли значні труднощі, розглядався навіть варіант виготовлення дзеркала заново. Повністю телескоп був введений в експлуатацію  2 листопада 1917 року.

## Відомі співробітники
- Армін Джозеф Дейч
- Альфред Гаррісон Джой
- Едісон Петтіт
- Френсіс Ґледгейм Піз
- Джордж Вілліс Річі